# Бедряги
Бедряги (укр. Бідряги) — село, 
Будянский поселковый совет,
Харьковский район,
Харьковская область.
Код КОАТУУ — 6325156102. Население по переписи 2001 года составляет 188 (93/95 м/ж) человек.

## Географическое положение
Село Бедряги находится на правом берегу безымянной речушки, которая через 2,5 км впадает в реку Мерефа,
выше по течению на расстоянии в 1,5 км расположено село Быстрое,
ниже по течению на расстоянии в 1,5 км расположен пгт Буды.
К селу примыкают лесные массивы (дуб).
Рядом проходит автомобильная дорога Р-51.

## История
- 1680 — дата основания.

## Объекты социальной сферы
- Клуб.